# Musti-yuddha
Musti-Yuddha è un antico sport da combattimento proveniente dal subcontinente indiano, ed è una delle prime forme di kickboxing, infatti, è uno dei primi sport di cui si hanno tracce che hanno unito l'uso dei calci e dei pugni.

## Terminologia
Il termine significa letteralmente "pugno di combattimento", dalle parole muṣṭi (pugno) e yuddha (lotta, battaglia, conflitto). Anche se questo sarebbe stato originariamente usato come un termine generale per qualsiasi arte di boxe, oggi di solito si riferisce al Muki boxe da Varanasi, l'unico stile sopravvissuto disarmato. Nel Punjab esiste ancora una forma armata di pugilato chiamata 'Loh-Musti', in cui i combattenti indossano un anello di ferro su una mano, anche se non è più utilizzato per sparring.

## Tecniche
Aspiranti combattenti subiscono anni di apprendistato, indurendo i pugni contro la pietra e altre superfici dure, fino a quando non sono in grado di rompere cocco s e rocce a mani nude. Qualsiasi parte del corpo può essere presa di mira, tranne l'inguine, ma gli obiettivi principali sono la testa e il torace. Le tecniche incorporano pugni, calci, gomitate, ginocchiate e grappling. I pugili non indossano alcuna forma di protezione e combattono a pugni. Le partite possono essere uno contro uno, uno contro un gruppo o un gruppo contro un gruppo. La vittoria può essere ottenuta per knockout, ringout o sottomissione.

## Arti marziali affini
L'arte marziale è legata ad altre forme di arti marziali riguardanti l'uso dei pugni uniti ai calci, tra cui la Muay Thai in Thailandia, la Muay Lao in Laos, il Pradal Serey in Cambogia, il Lethwei in Myanmar e l'odierno Kickboxing.